# Рабинян, Дорит
Дорит Рабинян (ивр. דורית רביניאן‎, род. 25 сентября 1972, Кфар-Сава, Центральный округ) — израильская писательница и сценарист, лауреат премии Берштейна по литературе за 2014 год.

## Биография
Родители Дорит иммигрировали в Израиль из Ирана и поселились в Кфар-Сабе, где она родилась в 1972 году. В семье Дорит была старшая дочерью среди четверых детей. Ее мать, Яффа, была продавщицей в магазине детской одежды, а ее отец, Цион, владел текстильной фабрикой.
Ее первая книга «Аллея Шекадиот в Омригане» (или «Персидские невесты» в английском переводе) была написана в 22 года и стала бестселлером, в результате чего ей была присуждена премия «Еврейский квартал-Вингейт» в 1999 году.
Ее вторая книга «Наши свадьбы» была опубликована в 1999 году. Она также имела большой успех и была переведена на 18 языков. В Лондоне книга получила премию имени Чарльза Орда Вингейта. В 2000 году она была удостоена премии «Приз за творчество авторам ивритской литературы», а в 2009 году получила премию ACUM в поощрение творчества.
Ее роман 2014 года «Живая изгородь», рассказывающий историю любви между израильской женщиной и палестинским мужчиной, стал центром споров и конфликтов. Роман в целом был хорошо принят литературными критиками и получил премию Берштейна по литературе. В 2015 году комитет учителей попросил добавить роман «Живая изгородь» в рекомендуемую программу для уроков литературы на иврите. Комитет Министерства образования Израиля счел книгу неуместной и отказался добавить ее на том основании, что, по мнению «The Economist» , она способствует смешанным бракам и ассимиляции. Далия Фениг, ведущий член комитета, утверждала, что книга «может принести больше вреда, чем пользы» в это время повышенной напряженности, хотя она отметила, что книга не была запрещена и может быть добавлена в следующем году. Это решение вызвало протесты со стороны учителей и директоров школ, а также оппозиционного политика Ицхака Герцога. После этого решения продажи книги выросли .
Рабинян написала сценарий для фильма «Парень Шули», выигравший в 1997 году награду израильской киноакадемии.

## Книги
- «Да, да, да» (поэзия), 1991 [ ивр. כן, כן, כן‎ ], ISBN  978-965-411-0358
- «Аллея Шекадиот в Омригане» (роман), 1995  (Персидские невесты) [ ивр. מטת השקדיות בעומריג'אן‎ ] ISBN 978-080-761-4303
- «Наши свадьбы» (роман), 1999 [ ивр. החתונות שלשו‎ ], ISBN 978-037-550-8110
- «И где я был?» (книга с картинками), 2006 [ ивр. אז איפה הייתי אני‎ ]
- «Живая изгородь» (роман), 2014 [ ивр. גדר חיה‎ ] ISBN 978-965-132-4581